# Agda Clara
Agda Clara Johanna Andersson, född 5 maj 1875 i Hedvigs församling, Norrköping, Östergötlands län, död 1943, var en svensk konstnär.
Agda Clara Andersson föddes 5 maj 1875 i Hedvigs församling, Norrköping. Clara studerade konst för Carl Wilhelmson i Stockholm samt i Paris. Separat ställde hon ut i Skänninge 1929 och har därefter medverkat i samlingsutställningar med Östgöta konstförening. Hennes konst består av porträtt och landskap med motiv från Östergötland.